# Wishing I Was Lucky
Wishing I Was Lucky is een nummer van de Schotse band Wet Wet Wet uit 1987. Het is de eerste single van hun debuutalbum Popped In Souled Out.
"Wishing I Was Lucky" bereikte pas de hitlijsten nadat een van de opvolgers, "Angel Eyes (Home and Away)", succesvol werd. Het bereikte de 6e positie in het Verenigd Koninkrijk. In de Nederlandse Top 40 werd het een klein succesje met een 26e positie, terwijl het in de Vlaamse Radio 2 Top 30 meer succes had met een 16e positie.